# منزل ليفرتس لايدلو

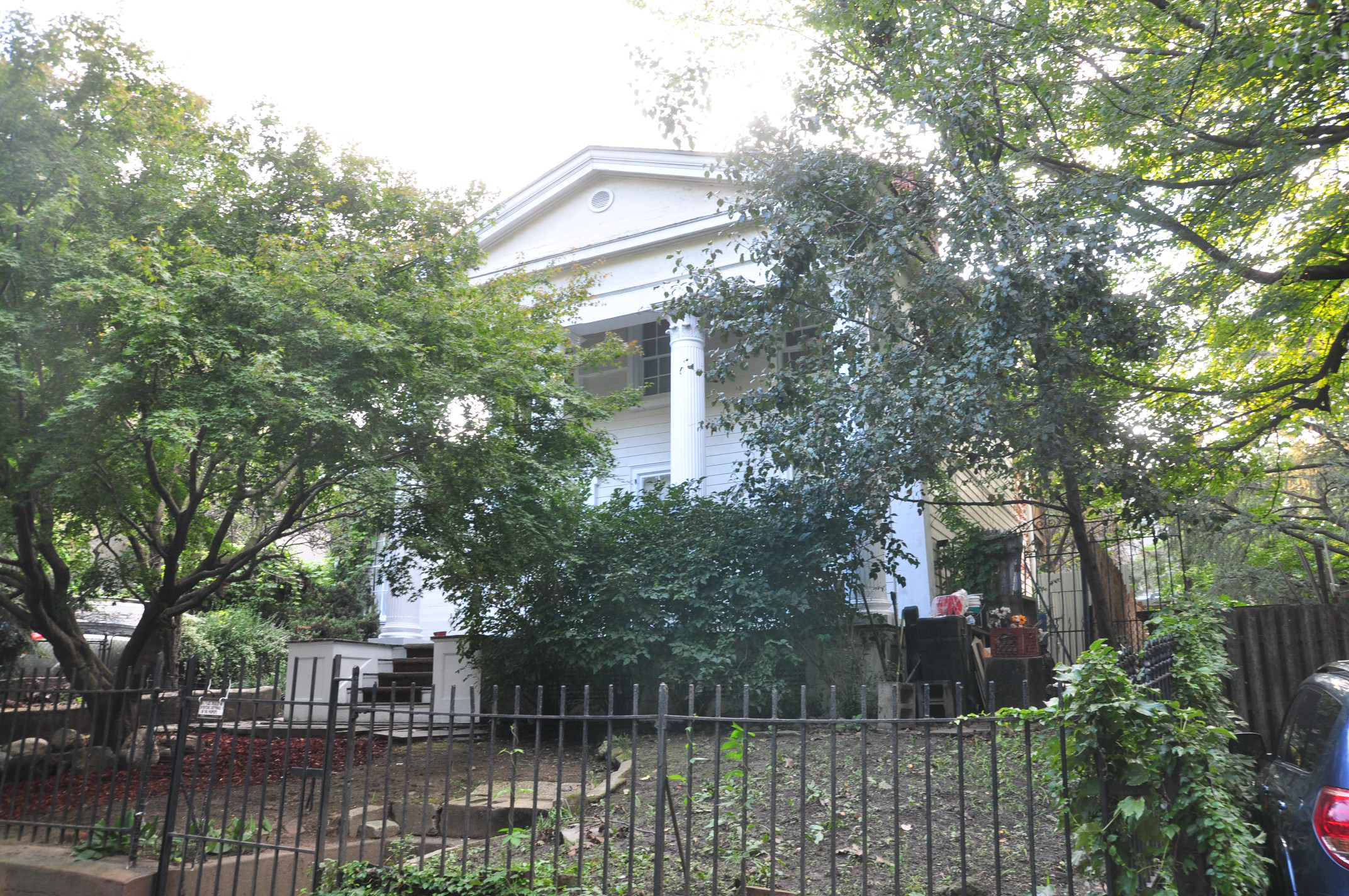

هو منزل تاريخي يقع في منطقة ول اباوت في ولاية نيويورك. تم بناؤه حوالي سنة 1840، وهو بناء  من طابقين على الطراز اليوناني. ويتألف من طابقين مع طابق واحد ملحق جنوبي، وطابقين اسفل المنزل كسرداب. الواجهة الأمامية تحتوي على رواق يتوسطه أربعة أعمدة مربعة.
تم  إدراجه في السجل الوطني للأماكن التاريخية في عام 1985.